# Arroyo Yacot
Der Arroyo Yacot ist ein Fluss im Norden Uruguays.
Er entspringt auf dem Gebiet des Departamento Artigas in der Cuchilla Yacaré Cururú nordöstlich von Topador und östlich des Cerro Topador. Von dort fließt er in nordwestliche Richtung und mündet östlich des Cerro del Jara als linksseitiger Nebenfluss in den Río Cuareim.